# 新幹線926型高速綜合檢測列車
新幹線926型高速綜合檢測列車，是JR東日本轄下一款基於新幹線E3系電力動車組的綜合檢測動車組列車，負責東北新幹線及與其相連的其他新幹線路線的檢測任務。

## 概要
926型綜合檢測列車與E3系動車組，均採動力分散式、交流傳動模式。
由於此檢測列車需同時用於標準及迷你新幹線的檢測工作，故採用同樣可於迷你新幹線上運行的E3系作技術平台，其每節車廂的長度及闊度均較標準新幹線為小。
此動車組漆裝並未承襲國鐵時期925型檢測車的黃色車身綠色腰線，而是採用白色車身配以粉紅色腰線及車頭，並採用East i品牌，與JR東日本轄下其他East i檢測列車一致。
在中國國鐵的CRH2C-2061檢測動車組於2007年投入應用前，926型檢測動車組是世界時速最高的檢測列車。

## 沿革及運用
基於原有的925型檢測動車組日漸老化，加上受制於其限界而無法用於迷你新幹線的檢測，JR東日本於2001年起開發此動車組，稱為926型。
列車於2001年9月首次試行後，開始正式試營運  ，並於稍後正式投入JR東日本轄下新幹線的檢測任務，名為S51編組，配屬新幹線綜合車輛中心。
此等檢測列車的詳細運行時間並不固定，但標準及迷你新幹線大致分別按「十日一檢」及「一年四檢」標準進行檢測。此外，除了JR東日本管內新幹線的檢測任務，926型動車組亦曾擔當北海道新幹線青函隧道，以及北陸新幹線屬JR西日本區段的營運前檢測及熱滑工作。
若此列車正在進行維修，作為拖卡的軌道檢查車，可編入正常營運的新幹線E2系電力動車組的第1至2節車廂間，為標準新幹線區段進行基本檢查。

## 車輛構造

### 外觀及主要機器
926型檢測列車以E3系為基礎，因此其外形及走行機器與早期生產、採用GTO的E3系列車大致相同。但是，為了確保列車能在坡度較斜、兼具50Hz及60Hz供電格式的北陸新幹線碓冰嶺區段通過，其動拖比改為5動1拖，並額外安裝了供電頻率轉換裝置。

### 編組
| 車廂編組                           | 1                      | 2                | 3          | 4            | 5                | 6                      |
| 車廂編號（括號內編號適用於後備車） | 1                      | 2                | 3（13）    | 4            | 5                | 6                      |
| 功能                               | 通信信號、接觸網檢測車 | 通信、供電測試車 | 軌道檢測車 | 接觸網檢測車 | 供電、信號檢測車 | 通信信號、接觸網檢測車 |

| \| 編组名稱 \| 完工月份 \| 製造厂家 \| 車籍廢除日 \| 参考 \| \| -------- \| ------------------------ \| ------------ \| --------------------- \| ----------------- \| \| S51 \| 2001年10月(投入服務日期) \| 東急車輛製造 \| 2015年2月4日(E926-13) \| 其中E926-13已廢車 \| |                          |              |                       |                   |
| 編组名稱 | 完工月份                 | 製造厂家     | 車籍廢除日            | 参考              |
| S51 | 2001年10月(投入服務日期) | 東急車輛製造 | 2015年2月4日(E926-13) | 其中E926-13已廢車 |

在以上編組中，除第3（或13）節車廂為拖卡外，其餘車廂均為動力車卡；而單臂受電弓則設於第2及4節車廂上方。
而在初製此型動車組時，軌道檢測車一共有兩輛：第3及13號車，當中13號車為後備車，已於2015年2月4日退役。